# Kaetlyn Osmond
Kaetlyn Osmond (Marystown, 5 dicembre 1995) è un'ex pattinatrice artistica su ghiaccio canadese.
È la campionessa mondiale 2018, vicecampionessa mondiale 2017, vincitrice anche di Skate Canada 2012, del Finlandia Trophy 2016 e due volte del Nebelhorn Trophy (nel 2012 e 2015).
Ha vinto la medaglia d'argento nella gara a squadre alle Olimpiadi di Soči 2014 e tre titoli nazionali canadesi, nel 2013, nel 2014 e nel 2017.
Ha saltato la stagione 2014-2015 a causa di un infortunio avvenuto l'11 Settembre 2014.
Ha annunciato il ritiro nel maggio 2019.

## Carriera
Osmond ha cominciato a pattinare all'età di tre anni, dopo la sorella maggiore. Fin dall'età di dieci anni si allena a Edmonton con Ravi Walia e con Lance Vipond per le coreografie.

### Stagione 2011-2012
Per la prima volta Kaetlyn gareggia a livello senior ai Campionati canadesi. Prima dopo il programma corto, davanti alla campionessa in carica Cynthia Phaneuf, termina con la medaglia di bronzo complessiva. Ai Campionati del Mondo Junior 2012 ha concluso 10 ° assoluta.

### Stagione 2012-2013
Nella stagione 2012-13, Osmond ha vinto il suo primo titolo internazionale al 2012 Nebelhorn Trophy. 
A Skate Canada 2012 si è piazzata seconda sia nel programma corto e libero, ma questo è stato sufficiente per vincere la concorrenza. Kaetlyn vince il suo primo titolo nazionale ai campionati canadesi assoluti del 2013. Ai quattro continenti finisce 7 ° dietro l'americana Gracie Gold e 8 ° ai Campionati del Mondo

### Stagione 2013-2014
Kaetlyn prima dell'inizio della stagione Olimpica (agosto 2013) si è allenata nel sud della California per circa due settimane sotto la guida di Walia e Frank Carroll. A causa di una reazione di stress alla caviglia sinistra non si è allenata per la maggior parte del mese di settembre. Alla fine di ottobre ha gareggiato al 2013 Skate Canada International, con il quinto posto nel programma corto. A causa di un tendine lacerato nella sua gamba destra non ha pattinato nel libero. Si è poi ritirata dalla Rostelecom Cup. Ai campionati 2014 canadesi si è ripetuta come campionessa nazionale. 

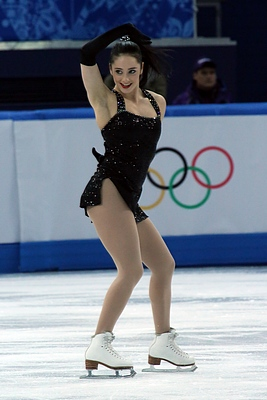
Kaetlyn alle Olimpiadi di Sochi 2014.

Nel febbraio 2014 la Osmond ha rappresentato il Canada alle Olimpiadi invernali di Sochi. Ha pattinato in entrambi i segmenti della gara a squadre ed ha contribuito alla medaglia d'argento del suo team. Ha poi gareggiato nel singolo, concludendo al 13º posto. Ha concluso la stagione nel mese di marzo, arrivando 11 ° ai Campionati del Mondo del 2014 a Saitama, in Giappone. 

### Stagione 2014-2015
In questa stagione la Osmond avrebbe dovuto competere a Skate Canada International 2014 e al Trophée Eric Bompard 2014. Tuttavia, ha dovuto ritirarsi da entrambe le competizioni a causa di un infortunio avvenuto l'11 settembre 2014. È perciò costretta a saltare tutta la stagione.

### Stagione 2015-2016
Kaetlyn inizia la stagione vincendo l'oro a 2015 CS Nebelhorn Trophy, un evento ISU Challenger Series. Non si è qualificata per la Finale del Grand Prix e, anche se prima dopo il programma corto ai Campionati Nazionali Canadesi del 2016, è finita terza assoluta dopo aver terminato 4.12 punti dietro Alaine Chartrand e 0,12 dietro Gabrielle Daleman, non qualificandosi nemmeno per le altre competizioni internazionali.

### Stagione 2016-2017
All'inizio di ottobre, la Osmond ha vinto il 2016 CS Finlandia Trophy, davanti a Mao Asada e Anna Pogorilaja. A Skate Canada 2016 ha ricevuto la medaglia d'argento, dietro Evgenia Medvedeva. Nel mese di novembre ha preso l'argento dietro Elena Radionova al 2016 Cup of China. Si è così qualificata per la Finale del Grand Prix di Marsiglia, in Francia, facendo di lei la prima donna canadese a qualificarsi per la finale del Grand Prix dopo Joannie Rochette nella stagione 2009-2010.
Il 31 Marzo 2017 Kaetlyn si è aggiudicata la medaglia d'argento ai Mondiali di Helsinki, Finlandia, al secondo posto in entrambi i segmenti di gara. 
Ha avuto 75.98 per lo short program, 142.15 per il long program e 218.43 per il totale. Ha perciò battuto tutti i suoi Personal Best. Questo è stato il risultato più alto detenuto da una ladies canadese dal 2009, quando anche Rochette ha vinto l'argento.

### Stagione 2017-2018
Ha rappresentato il Canada ai Giochi olimpici di Pyeongchang 2018, vincendo la medaglia d'oro nella Gara a squadre, con Patrick Chan, Gabrielle Daleman, Meagan Duhamel, Eric Radford, Tessa Virtue e Scott Moir. Nella gara individuale Kaetlyn si aggiudica la medaglia di bronzo dietro, migliorando il suo personale nel programma corto, nel programma lungo e nel totale. Finisce la stagione vincendo i campionati del mondo di Milano.

## Palmarès
GP: Grand Prix; CS: Challenger Series; JGP: Junior Grand Prix
| Internazionali | Internazionali | Internazionali | Internazionali | Internazionali | Internazionali | Internazionali | Internazionali | Internazionali | Internazionali |
| Evento | 2009–10        | 2010–11        | 2011–12        | 2012–13        | 2013–14        | 2014–15        | 2015–16        | 2016–17        | 2017–18        |
| --- | -------------- | -------------- | -------------- | -------------- | -------------- | -------------- | -------------- | -------------- | -------------- |
| Giochi olimpici invernali |                |                |                |                | 13°            |                |                |                | 3°             |
| Campionati mondiali |                |                |                | 8°             | 11°            |                |                | 2°             | 1°             |
| Quattro continenti |                |                |                | 7°             |                |                | 6°             | 4°             |                |
| GP Final |                |                |                |                |                |                |                | 4°             | 3°             |
| GP Trophée Eric Bompard |                |                |                |                |                | R              |                |                | 3°             |
| GP Cup of China |                |                |                |                |                |                |                | 2°             |                |
| GP NHK Trophy |                |                |                |                |                |                | 6°             |                |                |
| GP Skate Canada |                |                |                | 1°             | R              | R              | 11°            | 2°             | 1°             |
| GP Rostelecom Cup |                |                |                |                | R              |                |                |                |                |
| CS Autumn Classic |                |                |                |                |                |                |                |                | 1°             |
| CS Finlandia Trophy |                |                |                |                |                |                |                | 1°             |                |
| CS Nebelhorn Trophy |                |                |                |                |                |                | 1°             |                |                |
| Nebelhorn Trophy |                |                |                | 1°             |                |                |                |                |                |
| Internazionali: Junior |                |                |                |                |                |                |                |                |                |
| Campionati mondiali |                |                | 10°            |                |                |                |                |                |                |
| JGP Repubblica Ceca |                | 10°            |                |                |                |                |                |                |                |
| JGP Giappone |                | 9°             |                |                |                |                |                |                |                |
| Nazionali |                |                |                |                |                |                |                |                |                |
| Campionati canadesi | 3° J           | 6° J           | 3°             | 1°             | 1°             |                | 3°             | 1°             | 2°             |
| Eventi a squadre |                |                |                |                |                |                |                |                |                |
| Giochi olimpici invernali |                |                |                |                | 2° S 5° P      |                |                |                | 1° S 3° P      |
| World Team Trophy |                |                |                | 2° S 7° P      |                |                |                |                |                |
| R = Ritirata; J = Junior S = Risultato della squadra; P = Risultato personale. Medaglie assegnate solo per il risultato della squadra. |                |                |                |                |                |                |                |                |                |